# Trochocyathus discus
Trochocyathus discus är en korallart som beskrevs av Stephen D. Cairns och Zibrowius 1997. Trochocyathus discus ingår i släktet Trochocyathus och familjen Caryophylliidae. Inga underarter finns listade i Catalogue of Life.